# Elizabeta Báthory
Grofica Elizabeta Báthory de Ecsed (madžarsko: Báthory Erzsébet; 7. avgust 1560–21. avgust 1614) je bila potomka družine Bathory in kasneje grofica Kraljevine Madžarske. Natančna številka žrtev, ki jih je umorila ni znana. Bathory in njeni sodelavci so bili obtoženi mučenja in umora 650 ljudi med letoma 1585 in 1610. Ta številka pa izvira iz pričanja ženske po imenu Susannah, ki naj bi število žrtev zasledila v eni izmed knjig grofice Bathory. Kljub vsem dokazom, Elizabeth zaradi vplivnosti svoje družine kar nekaj časa ni bila obsojena. Decembra 1610 so jo zaprli v grad Csejte na Slovaškem, kjer je ostala zazidana vse do svoje smrti štiri leta kasneje.
O njenih serijskih umorih in brutalnosti pričajo pričevanja več kot 300 prič in preživeli. Prav tako njeno brutalnost dokazujejo materialni dokazi in najdeno izmaličeno in pohabljeno truplo ženske ob njeni aretaciji. Zgodbice, ki ji pripisujejo vampirsko tendenco so zabeležili nekaj let po njeni smrti, tako da težko potrdimo njihovo verodostojnost.

## Biografija

### Otroštvo
Elizabeta Bathory se je rodila leta 1560 ali 1561 na družinskem posestvu v Nyírbátorju na Madžarskem in svoje otroštvo preživela na gradu v Escedu. Njen oče je bil George Bathory, brat Andrewa Bonaventura Bathoryja, Transilvanskega vojvode. Njena mama pa je bila Anna Bathory (1539–1570), hčerka vojvode Stephena VII Bathoryja. Kot dekle se je Elizabeta učila latinščine, nemščine in grščine.
V času ko je bila Elizabeta rojena, je bila njena družina ena izmed najstarejših.
Člani družine Bathory so bili zelo bogati in slavni, kljub temu so imeli pa tudi zelo čudne sorodnike. Eden izmed stricev je bil znan po imenu Devil-Worshipper (častilec hudiča). Ostali člani družine so bili blazni ali prevarantski.
Spomladi, leta 1575, ko je bilo Elizabeti 15 let, je bila poročena z deset let starejšim moškim po imenu Countom Ferencz Nadasdy. Zaradi te poroke Elizabeta ni mogla obdržati svojega priimka. Po poroki sta se preselila v grad Čachtice, planinsko trdnjavo nad vasjo Csejthe, ki leži na severozahodnem delu Madžarske. V bitki s Turki se je zelo dobro odrezal, zato je dobil Črni heroj Madžarske.

### Življenje po poroki
Elizabeth se je pri 10 letih zaročila s Ferencom Nádasdy, sinom barona Tamása Nádasdy in Orsolyje Kanizsay. Poroka je bila sklenjena zaradi političnih interesov obeh družin. Pri njenih 14/15 letih sta se poročila 8. maja 1575 v kraju Varannó. Povabljenih je bilo približno 4500 gostov. Po poroki se je preselila k Nádasdyju na grad, vendar je kmalu Elizabeth ostala sama, njen mož pa je študiral na Dunaju. Poročno darilo je bil grad Csejte. Grad je bil kupljen s strani Ferencove mame, ta ga je podaril svoji ženi.
Leta 1578 je Nádasdy postal glavni poveljnik madžarske vojske, ki je bila vojno proti Turkom. Ko je bil mož na bojišču, je ona vodila poslovne zadeve in posestvo. Ta vloga je vključevala odgovornost zagotavljanja zdravstvene oskrbe.
Dve leti po poroki je Elizabeth pri trinajstih letih zanosila z enim izmed uslužbencev na gradu. Ferenc je za to izvedel, uslužbenca je dal kastrirati in ga kljub svojim rosnim osemnajstim letom zelo okrutno kaznoval in ga vrgel psom. Elizabeth je prikrito rodila na drugem gradu, Ferenc je poskrbel, da je dojenček ostal skrivnost.
Elizabeth je še enkrat postala mama deset let po rojstvu Anastasije. Njen naslednji otrok, Anna Nádasdy, se je rodila leta 1585 in je kasneje postala žena Miklósa Zrínyi VI. Njeni drugi otroci so bili Orsolya (Orsika), ki je kasneje postala žena Istvána II Benyó, Katalin (Kata ali Katherina), András), in Pál (Paul).
Elizabethin mož Ferenc je umrl 4. januarja 1604 pri 48. letih zaradi neznanega razloga smrti. Težave z bolečinami v nogah so se začele leta 1601, nikoli si ni popolnoma opomogel in leta 1603 je postal trajno invaliden. Par je bil poročen 29 let.

### Depresivno obdobje
Njen mož je pogosto bíl bitke v različnih vojnah, zato je po 25 letih njunega zakona Elizabetino življenje postalo dolgočasno. Da bi pregnala dolgčas, si je poiskala ljubimce in se ukvarjala s svojim videzom. Kasneje je plačevala obiske pri grofici, biseksualki Klari Bathory, ki je bila njena teta. Leta 1600 je Elizabetin mož umrl in za Elizabeta se je začela groza. Postajala je vedno bolj depresivna in obsedena s svojim videzom. Hotela je biti mlajša in lepša, ali pa vsaj zgledati tako. Da bi dosegla lep videz, se je celo kopala v kadi, polni krvi mladih devic. Ubila naj bi približno 600 deklet. 

### Obtožbe

#### Preiskava
Med letoma 1602 in 1604 so se govorice o grozodejstvih Bathory razširile po celotnem kraljestvu, luteranski minister István Magyari pa je očitke zoper njo javno predstavil na sodišču na Dunaju.
Madžarski organi pregona so si vzeli nekaj časa preden so se odzvali na Magyarjeve pritožbe. Med letoma 1610 in 1611 so notarji zbirali pričevanja med več kot 300 pričami. Med pričami so bili tudi duhovniki ter plemiči.
Elizabeta Bathory (Báthory Erzsébet v madžarščini) je bila rojena leta 1560 na Madžarskem, približno 100 let za smrtjo Vlada Dracule.
Eden izmed njenih pradedov, princ Steven Bathory je bil celo eden izmed glavnih oficirjev, ki so pomagali Vladu Draculi ob vrnitvi na njegov prestol v Wallachii leta 1546.

### Smrt
Naslednjih deset let je Elizabeta postajala odločena, da se bo redno kopala v krvi. Tako je vsak dan prišlo pred njeno trdnjavo ogromno mladih deklet, ki so jih privedli Elizabetini podložniki. Dekleta so vstopila v grad, Elizabeta jih je kruto in boleče umorila, da se je lahko kasneje kopala v njihovi krvi.
Čez 4 leta (1614) so jo zaprli zaradi umorov več mladih deklet zaradi krvi. V celici je leta 1644 Elizabeta Bathory, imenovana tudi krvava grofica, umrla. Celica, v kateri je umrla, ni imela ne oken in ne vrat. Imela je samo majhno lino skozi katero so ji dajali hrano. 